# Оскар Робъртсън
Оскар Палмър Робъртсън (на английски: Oscar Palmer Robertson), роден на 24 ноември 1938 г. в Шарлът, щата Тенеси, е бивш американски баскетболист, плеймейкър. Той е сред най-универсалните играчи в историята на играта и единственият в историята на НБА, постигнал трипъл-дабъл за цял сезон. Известен още с прякора си „Големия О“, той може да бъде сравняван единствено с друга легенда на баскетбола – Меджик Джонсън.
За 14 сезона в НБА Робъртсън печели една шампионска титла (1971), веднъж е избран за Най-полезен играч (1964), 9 пъти попада в идеалния отбор на лигата (1961 – 69) и 2 пъти във втория (1970 – 71), през 1961 г. е избран за най-добър новобранец в НБА, има 12 участия в Мача на звездите (1961 – 72) и 3 пъти е избиран за МVР в тези срещи (1961, 1964 и 1969). Олимпийски шампион през 1960 г. с отбора на САЩ.
През 1980 г. е избран в Залата на славата на баскетбола, а през 1996 г. сред 50-те най-добри баскетболисти в историята на НБА. През 1998 г. съюза на американските баскетболни журналисти кръщава наградата си давана на най-добрия баскетболист сред студентите на негово име.
Робъртсън е основна фигура и в Делото Оскар Робъртсън, който той завежда през 1970 г. срещу НБА. Делото приключва със споразумение между страните през 1976 г. и води до редица важни промени в правилата на лигата, като основното е появата на т. нар. „свободни агенти“, което позволява на играчите след изтичането им на договора да преминат в друг отбор по свой избор (до този момент всеки баскетболист е бил обвързан „до живот“ с отбора, който го е избрал в драфта и единствената възможна промяна е била само чрез замяна за играчи от друг отбор).

## Училище
Робъртсън е роден и израства в бедно семейство в гето на Индианаполис. За разлика от повечето си връстници в гетото, които играят бейзбол, Робъртсън предпочита баскетбола. Семейството му не може да си позволи да му купи баскетболна топка, поради което той се научава да стреля и дриблира като използав тенис топки или такива направени от парцали, като за кош използва истинска кошница.
Робъртсън учи в училище само за чернокожи и още във втората си година в гимназията (1954) извежда тима си до полуфиналите на шампионата на щата Индиана. През 1955 г. отборът на Робъртсън допуска само една загуба за годината срещу 31 победи и в края на сезона печели и щатското първенство. Това е първата щатска титла за училище, съставено изцяло от чернокожи изобщо за цяла Америка. През следващата година (1956) Робъртсън и съотборниците му не допускат нито една загуба и дублират титлата си. Общината обаче не допуска почетната обиколка из центъра на града за отбора, тъй като „чернокожите щели да разрушат града“ и те са принудени да празнуват в покрайнините.

## Университет
Робъртсън се записва да учи в Университета на Синсинати, където продължава да доминира над всички. За три години в университетското първенство Робъртсън постига средно по 33.8 точки на мач (трето най-добро постижение в историята), на три пъти е най-резултатния баскетболист в първенството и на три пъти е избиран за най-добрия баскетболист. За трите години отборът му постига впечатляващи 79 победи срещу 9 загуби и на два пъти достига до Финалната четворка на университетското първенство, но така и не успява да спечели титлата, феномен, който ще го преследва и като професионалист.
Независимо от големите му успехи на баскетболното игрище, животът му като студент е изключително труден и преминава в сянката на расизма. Той е едва петият чернокож баскетболист, който е приет да играе в университетски отбор. По време на гостуванията за мачове в градове, в които все още съществува сегрегацията, Робъртсън не е допускан да спи в хотели за разлика от белите си съотборници.

## Олимпиадата през 1960
През 1960 г. Робъртсън, заедно с Джери Уест, е избран за капитан на баскетболния отбор на САЩ за олимпийските игри в Рим. Воденият от тях двамата отбор, който включва и още бъдещи звезди на НБА – Джери Лукас и Уолт Белами, спечелва по безапелационен начин златните медали, след като надиграва съперниците си с разлика от средно 42.4 точки на мач. Мнозина определят този отбор като първия или оригиналния Отбор мечта, както и със сигурност най-добрия баскетболен отбор съставен изцяло от аматьори в историята на играта.

## НБА

### Синсинати Роялс
Робъртсън е избран в драфта на НБА от Синсинати Роялс (днес Сакраменто Кингс), като получава и 33 000 долара бонус при подписване на договора си. В първия си сезон в лигата той постига невероятните показатели от 30.5 точки, 10.1 борби и 9.7 асистенции (№ 1 по този показател н НБА за сезона), като е избран за най-добър новобранец, идеалната петица и Мача на звездите, където е избран и за Най-полезен играч. Независимо от невероятната игра на Робъртсън Синсинати постига 33 победи срещу 46 загуби и остава извън плейофите.
През следващата година Робъртсън пренаписва историята на НБА. Той постига 30.8 точки, 12.5 борби и 11.4 асистенции (отново № 1 в лигата), което е първия и единствен трипъл-дабъл за цял сезон в историята на НБА (най-близкото постижение до това на Робъртъсн, освен неговите, е това на Меджик Джонсън от сезон 1981 – 82, когато записва 18.6 точки, 9.6 борби и 9.5 асистенции). Синсинати успява да стигне до плейофите, но е елиминиран още в първия кръг от Детройт Пистънс.
През следващите години Синсинати прибавя нови качествени попълнения (Джери Лукас и Джак Туайман), които да помогнат на Робъртсън, но въпреки това отборът не може да се справи с гигантите в Източната конференция по онова време – воденият от Бил Ръсъл отбор на Бостън Селтикс, а по-късно и Филаделфия 76 на Уилт Чембърлейн. Синсинати дори пропуска плейофите три последователни години (1968 – 1970), като в опитите си да привлече публика, треньорът на отбора по онова време – легендата Боб Кузи – дори прави кратко завръщане на игрището, където играе като гард редом до Робъртсън.

### Милуоки Бъкс
През 1970 г. Синсинати изненадващо праща Робъртсън в Милуоки Бъкс в замяна на двама играчи. Според слуховете причина за трансфера е ревността, която Кузи изпитва по отношение на цялото внимание, което Робъртсън печели в Синсинати. Преминаването в Милуоки обаче дава възможност на Робъртсън да играе заедно с младия център Лю Алсиндор, който по-късно ще стане реализатор № 1 в историята на НБА под името Карийм Абдул-Джабар. Още в първия си сезон заедно двамат извеждат Милуоки до титлата, като на финала помитат с 4 – 0 Балтимор Булетс, воден от друга легендарна двойка плеймейкър-център – Ърл Монро и Уес Ънселд.
Милуоки се завръща на финалите през 1974 г., когато се изправя срещу Бостън, а Робъртсън има шанс да сложи край на кариерата си с шампионка титла. В драматична серия от седем мача Келтите, водени от Дейв Коуенс, обаче успяват да спечелят титлата, което се оказва и края на кариерата на Робъртсън. През следващата година Милуоки постига едва 38 побуди срещу 44 загуби и пропуска плейофите, независимо че в отбора е Абдул-Джабар, което показва огромното значение на „Големия О“.